# Pneumatología
Pneumatología o Neumatología es un término que proviene del griego πνεῦμα  ( transliterado al alfabeto románico: pneúma-) que significa " espíritu", soplo, hálito, viento; y que metafóricamente describe un ser inmaterial o influencia, y -logía, -λογία, tratado, discurso, estudio.

Definiéndose como el estudio de seres espirituales y fenómenos, especialmente las interacciones entre los humanos y Dios.

## En la filosofía
Para los estoicos, Dios como espíritu o aliento vital que llena, legisla y dirige el Universo.
la ciencia que estudia el Espíritu Santo.
Los estoicos distinguieron dos principios en la realidad: una materia (hilé) informe, pura posibilidad 
y pasividad, y el espíritu (neuma) o soplo que da forma, actualidad y movimiento a la materia. Sin embargo 
no alcanzaron un concepto del espíritu como algo radicalmente opuesto a la materia e inmaterial. Seguramente 
influidos por la idea de que sólo lo material puede obrar en la realidad corpórea, lo pensaron compuesto de 
materia sutil e invisible. La materia y el espíritu están en todas las cosas, todo lo real participa en mayor 
o menor medida de estos dos principios. Esta tesis implica una concepción panteísta: Dios o el Espíritu está 
en todas partes ―es todas partes―, aunque el alma humana sea la expresión más fiel de su naturaleza. 
El neuma se puede entender desde diversas perspectivas:
- Como naturaleza: origen de todo lo vivo y de todo movimiento;
- Como poder creador y conformador: da ser e inteligibilidad a las cosas naturales;
- Como providencia y al mismo tiempo como ley universal: legisla la totalidad de los acontecimientos del mundo y dirige a las cosas hacia su propia perfección;
- Como inevitable destino: el nacimiento, duración, muerte y modos de ser y comportarse de las cosas está trazado de antemano por el pneuma.

Religiosamente se identifica con la divinidad, llamada popularmente Zeus, y sobre todo como Logos, como razón que domina en el mundo.
En la filosofía se habla de neumatología, o neumática, sobre todo en conexión con la filosofía de Gottfried Wilhelm Leibniz, como de la "ciencia" de los espíritus entendida como investigación en torno a Dios, a las almas y a las substancias simples. Retomado por Christian Wolff el término sigue indicando el conjunto de psicología y teología natural pero en el curso de los siglos siempre designa principalmente así la sola esfera psicológica así lo era para D'Alambert  o, sucesivamente, para Rosmini la neumatologia concernió exclusivamente a los "espíritus creados", cómo hombres y ángeles y no Dios.

## En la teología cristiana
En la teología cristiana, neumatología se refiere al estudio del Espíritu Santo. En la doctrina Cristiana popular, el Espíritu Santo es la tercera persona de Dios en la Trinidad. Algunas variantes de cristianismo niegan que el Espíritu Santo sea personal, aunque asegurando que puede, en algunas ocasiones, influenciar a las personas.
Durante el siglo XIX, ha sido considerada principalmente como una fuente de gracia y fe, consignada por la doctrina de la salvación; mientras que el siglo XX fue de reconocimiento, sobre todo entre los autores protestantes, como por ejemplo en la teología calvinista  en la que el Espíritu Santo juega un papel fundamental, aunque mucho más en un proto-conocimiento de la escatología.